# Astromoides verrucosum
Astromoides verrucosum är en insektsart som först beskrevs av Cândido Firmino de Mello-Leitão 1939. 
Astromoides verrucosum ingår i släktet Astromoides och familjen Proscopiidae. Inga underarter finns listade i Catalogue of Life.